# C. J. Wilcox
C. J. Wilcox (nacido el 30 de diciembre de 1990 en Pleasant Grove, Utah) es un baloncestista estadounidense que actualmente se encuentra sin equipo. Wilcox completó su carrera universitaria en la Universidad de Washington y fue seleccionado en el puesto número 28 por Los Angeles Clippers en el Draft de la NBA de 2014.

## Trayectoria deportiva

### Universidad
Wilcox llegó a los Washington Huskies después de jugar en el instituto "Pleasant Grove High School" en Pleasant Grove, Utah. Durante su carrera con los Huskies fue nombrado dos veces en el Mejor Quinteto de la Pacific-12 Conference. En su último año como sénior, Wilcox promedió 18,3 puntos por partido y anotó 1.880 puntos en su carrera.

### Profesional
Tras la finalización de su carrera universitaria, Wilcox fue invitado al "Draft Combine de la NBA" de 2014. Allí logró un buen desempeño en las pruebas físicas y fue uno de los mejores jugadores en el tiro del combinado. Fue seleccionado en el puesto número 28 de la primera ronda del Draft de la NBA de 2014 por Los Angeles Clippers.
El 15 de julio del 2016 se cerró el cambio entre Los Angeles Clippers y los Orlando Magic, el equipo de Los Ángeles cedía a C.J. Wilcox y dinero en efectivo y en cambio recibía a Devyn Marble y una segunda ronda del Draft de la NBA de 2020.

## Estadísticas de su carrera en la NBA

### Temporada regular
| Año     | Equipo        | PJ | PT | MPP | %TC  | %3P  | %TL   | RPP | APP | ROB | TPP | PPP |
| ------- | ------------- | -- | -- | --- | ---- | ---- | ----- | --- | --- | --- | --- | --- |
| 2014-15 | L.A. Clippers | 21 | 0  | 4.8 | .421 | .368 | 1.000 | .3  | .4  | .1  | .0  | 2.0 |
| 2015-16 | L.A. Clippers | 23 | 0  | 7.3 | .394 | .391 | .750  | .5  | .4  | .4  | .1  | 3.0 |
| 2016-17 | Orlando       | 22 | 0  | 4.9 | .258 | .200 | 1.000 | .5  | .5  | .4  | .0  | 1.0 |
| Total   | Total         | 66 | 0  | 5.7 | .370 | .333 | .813  | .5  | .5  | .5  | .1  | 2.0 |

### Playoffs
| Año   | Equipo        | PJ | PT | MPP | %TC  | %3P   | %TL  | RPP | APP | ROB | TPP | PPP |
| ----- | ------------- | -- | -- | --- | ---- | ----- | ---- | --- | --- | --- | --- | --- |
| 2016  | L.A. Clippers | 2  | 0  | 3.5 | .000 | .000  | .000 | .5  | .5  | .0  | .0  | .0  |
| Total | Total         | 7  | 0  | 4.4 | .200 | 1.000 | .750 | 1.0 | .7  | .1  | .1  | 0.9 |